# Ананасная вода для прекрасной дамы
«Ананасная вода для прекрасной дамы» — сборник рассказов Виктора Пелевина, поступивший в продажу в декабре 2010 года. Книга состоит из двух неравных частей: «Боги и механизмы» (бо́льшая), «Механизмы и Боги» (меньшая). Первая часть состоит из двух повестей: «Операция „Burning Bush“» и «Зенитные кодексы Аль-Эфесби». Вторая часть состоит из трёх рассказов: «Созерцатель тени», «Тхаги» и «Отель хороших воплощений».
Сборник попал в длинный список национальной литературной премии «Большая книга» (сезон 2010/11).

## Сюжет

### «Операция „Burning Bush“»
Главный герой Семён Левитан увлекался в детстве подражанием голосу знаменитого диктора радио Юрия Левитана. Во взрослом возрасте он преподаёт английский язык в постперестроечной Москве. Оба эти обстоятельства приводят к тому, что его вовлекают в секретную операцию сил государственной безопасности — он должен изображать голос Бога для президента США Дж. У. Буша. Для этого Семён проходит курс ускоренной теологической подготовки на секретной базе с использованием текстов религиозного содержания и психоделиков, в ходе которой он испытывает мистические переживания.
По ходу операции выясняются, что и американцы проводят подобную операцию против лидеров СССР и России с той разницей, что вещание идёт от имени дьявола. Семёну приходится изображать и дьявола. По окончании операции Семён оказывается в Израиле, где его использует ещё какая-то разведка, скорее всего, ЦРУ.
Повесть написана от первого лица. В отличие от других книг Пелевина, мистические переживания происходят в рамках европейской монотеистической культуры, а не Востока.
Идея была взята с реальных выступлений Буша, например:

«Бог говорит через меня», — лаконично сказал хозяин Белого дома в 2004 году, а позже конкретизировал: «Бог сказал мне напасть на „Аль-Каиду“, и я напал на них. И заранее он проинструктировал меня напасть на Саддама, что я и сделал. С поддержкой Бога на нашей стороне мы одержим победу».

### «Зенитные кодексы Аль-Эфесби»
Повесть состоит из двух частей: «Freedom liberator» и «Советский реквием». В первой части описывается как американцы, теряя эффективность боевых действий в Афганистане из-за постоянных утечек информации в WikiLeaks и последующих упрёков в негуманных методах ведения войны, решают использовать автономный искусственный интеллект в беспилотных летательных аппаратах (дронах, БПЛА).
Аппараты действуют необычайно эффективно вплоть до появления в Афганистане русского агента Савелия Скотенкова, получившего там кличку Аль-Эфесби (якобы «из Эфеса», вариант: из ФСБ). Обиженный на Россию и Запад, Скотенков разрабатывает необычайную защиту от дронов: пишет на земле лозунги, отвлекающие искусственный интеллект, что приводит БПЛА к аварии. После ухудшения отношений с Россией американцам удаётся добиться отзыва Скотенкова, затем его похищают уже из России.
В книге содержатся философские рассуждения о возможности искусственного интеллекта и существовании души с аллюзиями к теориям Алана Тьюринга и Роджера Пенроуза.
Вторая часть повести — «Советский реквием» (аллюзия к известному рассказу «Немецкий реквием» Борхеса) состоит из, возможно, неподлинного монолога Скотенкова в тюрьме ЦРУ, где его должны в качестве наказания превратить в хронического игрока на курсе валют.

### «Созерцатель тени»
В рассказе описывается попытка русского гида в Индии Олега учиться у своей собственной тени в процессе длительных медитаций. Герой едва остаётся жив, и рассказ не даёт ответа, было ли увиденное им иллюзией или действительным опытом. Рассказ пронизан иронией по отношению к попыткам европейцев проникнуть в индийскую культуру, так и к самой Индии.

### «Тхаги»
Второстепенный герой предыдущего рассказа Борис продолжает поиски членов секты тхаги — тайных поклонников индийской богини Кали, приносящих ей человеческие жертвоприношения. Борис хочет вступить в эту секту, но в конце сам становится жертвой. Рассказ публиковался в июне 2010 года в журнале «Сноб».

### «Отель хороших воплощений»
Заключительный рассказ сборника повествует о предсуществовании души девушки, которой ангел предлагает воплотиться в качестве дочери олигарха. После непродолжительного знакомства с обстоятельствами и разъяснений со стороны ангела, она наотрез отказывается воплотиться в этом качестве и теряет индивидуальность в преисточнике жизни. Именно в этом рассказе встречается банка с ананасной водой, давшей название сборнику и являющейся цитатой из Владимира Маяковского.